# Koakin (Bindé)
Pour les articles homonymes, voir Koakin.
Koakin, parfois orthographié Koankin, est une commune rurale située dans le département de Bindé de la province du Zoundwéogo dans la région du Centre-Sud au Burkina Faso.

## Géographie
Koakin est situé à 5 km à l'est de Bindé et à 7 km au nord de Manga.

## Santé et éducation
Le centre de soins le plus proche de Koakin est le centre de santé et de promotion sociale (CSPS) de Bindé tandis que le centre médical (CMA) le plus proche se trouve à Manga.